# کوه گرانت (بریتیش کلمبیا)
کوه گرانت (به انگلیسی: Mount Grant) یک کوه در کانادا است که در بریتیش کلمبیا واقع شده‌است. کوه گرانت  ۲٬۱۸۰ متر بالاتر از سطح دریا واقع شده‌است.